# Fannia morrisoni
Fannia morrisoni is een vliegensoort uit de familie van de Fanniidae. De wetenschappelijke naam van de soort werd voor het eerst geldig gepubliceerd in 1913 door Malloch.